# Abe no Seimei
Abe no Seimei (japonsky 安倍晴明, 921–1005) byl japonský věštec (onmjódži), astrolog a úředník období Heian. Během svého dlouhého života se stal nejvýznamnějším představitelem „úřadu pro nadpřirozeno“, praktikujícího onmjódó – učení či náboženské praktiky, vycházející z čínské filozofie jin a jang a pěti prvků, který se zabýval věštbou, astronomií, počasím a sestavováním kalendáře. Úřadu byl přisuzován také boj s jókaii, sesílání kleteb a vymítání zlých duchů.
O jeho životě není příliš známo, po své smrti se však stal postavou japonských legend a objevoval se v divadelních hrách období Edo. Jeho otec Abe no Jasuna měl například zachránit a oženit se s kicune jménem Kuzunoha, Abe no Seimei by tak byl poloviční jókai. V legendě o pokoření krále démonů oni Šutena Dódžiho vyvěštil a prozradil Abe no Seimei jeho úkryt hrdinovi Raikóovi. Na konci 20. století se obraz starého moudrého čaroděje (podobný Merlinovi) v populární kultuře proměnil v mladého krásného učence (bišónen), především díky sérii povídek a románů Onmjódži (první kniha z roku 1988, stále vychází) Bakua Jumemakury, ze které vznikla manga Reiko Okanoové (vycházela 1993–2005), dva filmy režírované Jódžiró Takitou (2001, 2003) a anime seriál (2023). Seimeie na ledě, doprovázen hudbou z filmu, ztvárňoval japonský krasobruslař Juzuru Hanjú. V Kjótu je mu zasvěcena šintoistická svatyně, která se po obnoveném zájmu o jeho osobu stala oblíbenou turistickou atrakcí.

## Galerie

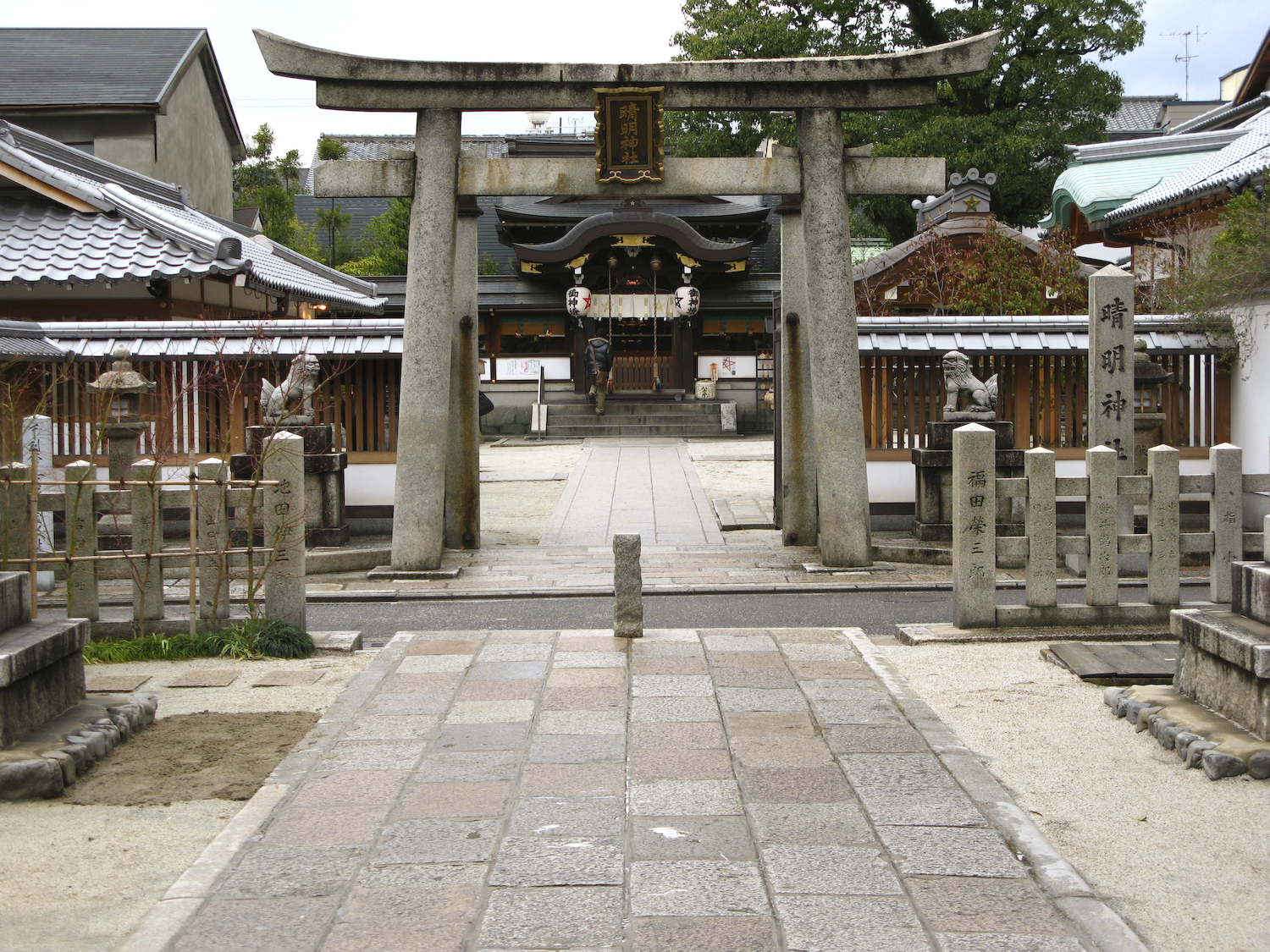
Brána torii před Seimeiovou svatyní, Kjóto, prosinec 2007
Pentagram sloužil jako znak Abe no Seimeie
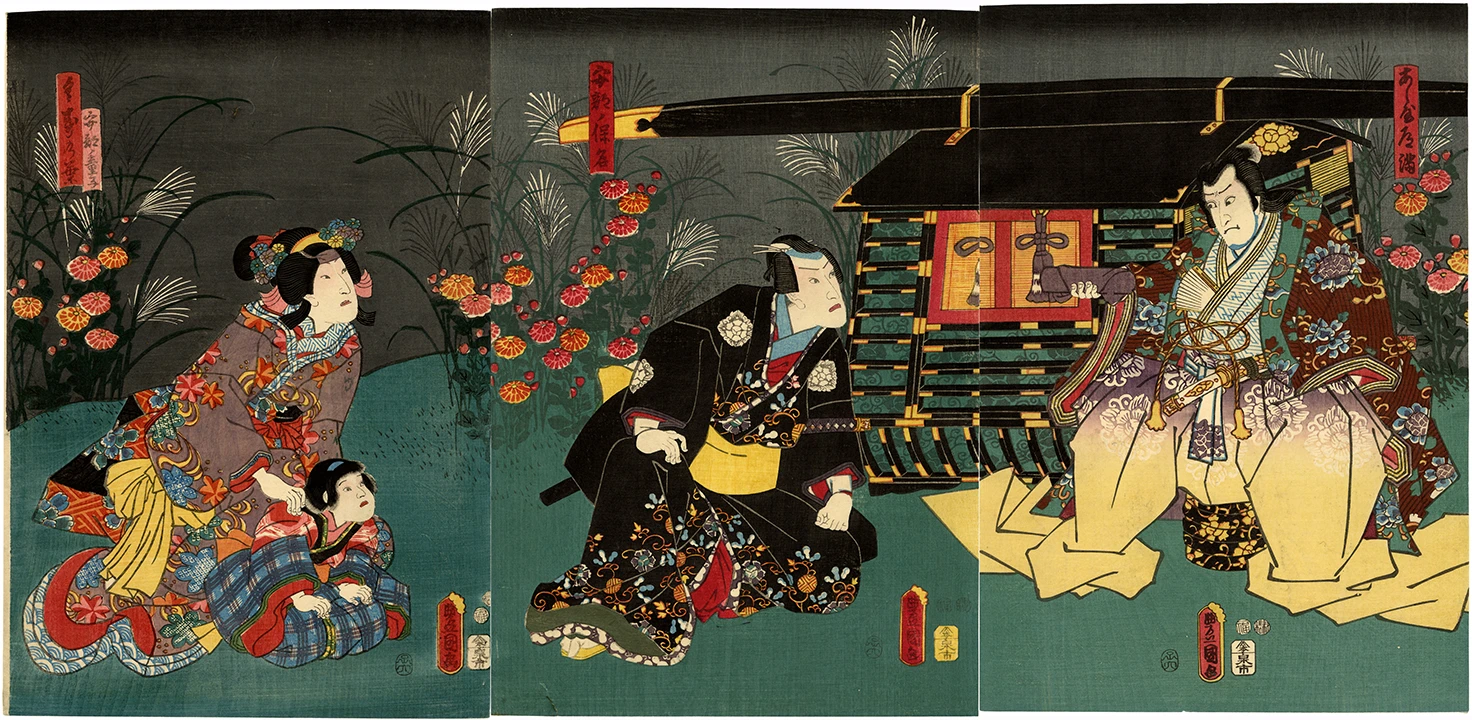
Scéna z kabuki: zleva Kuzunoha, Abe no Seimei, Abe no Jasuna a Seimeiův pozdější rival Ašija Dóman, Kunisada, 1856
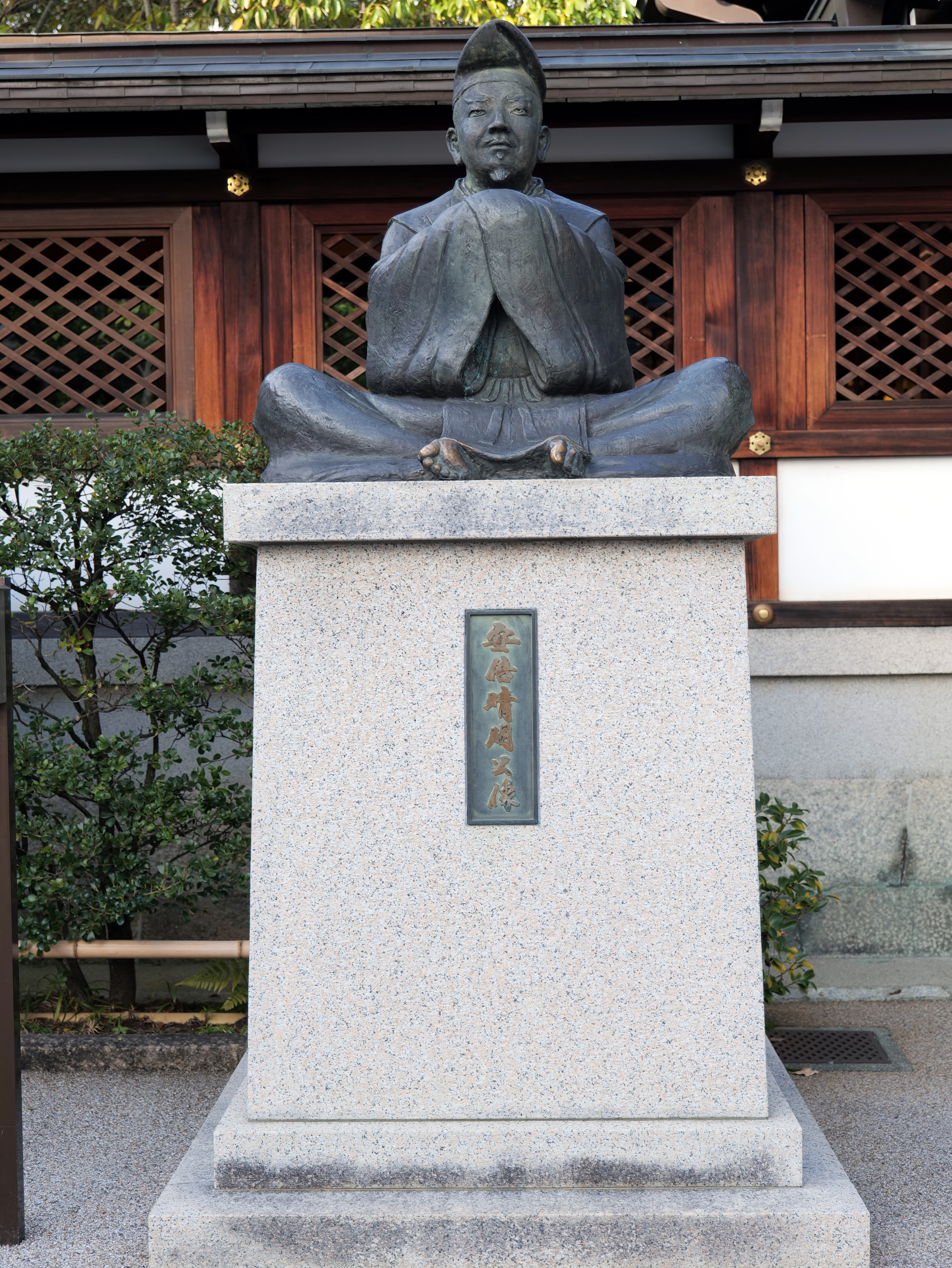
Socha Abe no Seimeie v jeho svatyni, prosinec 2023